# Данаил Парнаров
Данаил Парнаров е български писател.
Роден на 3 септември 1954 година в Бяла черква, Търновска област. Израснал е в кърджалийското градче Джебел. Завършил е Строителния техникум в Кърджали и „Журналистика“ в Софийския университет „Климент Охридски“. Вече над 20 години живее в Казанлък.
От 1980 г. работи като журналист, а на моменти и като учител.

## Творчество
Автор е на 5 книги – 2 сборника с разкази: „Непознатият и сянката“ (издателство „Христо Г. Данов“, 1987 г.) и „Присън“ (издателство „Делфийски оракул“, 1997 г.), на документалната повест „Столетие второ“ (издателство „Профиздат“, 1989 г.), на разглобен роман – „Оцеляване“ (издателство „Янита ЯС“, 2006 г.), а най-новата му книга е „Някъде там – във времето и между съюзите“ („Янита ЯС“, 2008 г.).
Публикувал е разкази и кратка проза в регионални и централни литературни издания. Негови разкази са превеждани на руски, унгарски и испански език, след като са печелили регионални и национални конкурси.